# Кондове
Кондове (итал. Condove) — коммуна в Италии, располагается в регионе Пьемонт, в провинции Турин.
Население составляет 4259 человек (2008 г.), плотность населения составляет 60 чел./км². Занимает площадь 71 км². Почтовый индекс — 10055. Телефонный код — 011.
Покровителем коммуны почитается святой апостол Пётр в веригах (San Pietro in Vincoli), празднование 10 августа.

## Демография
Динамика населения:

## Администрация коммуны
- Официальный сайт: http://www.comune.condove.to.it/